# Chengcing-See

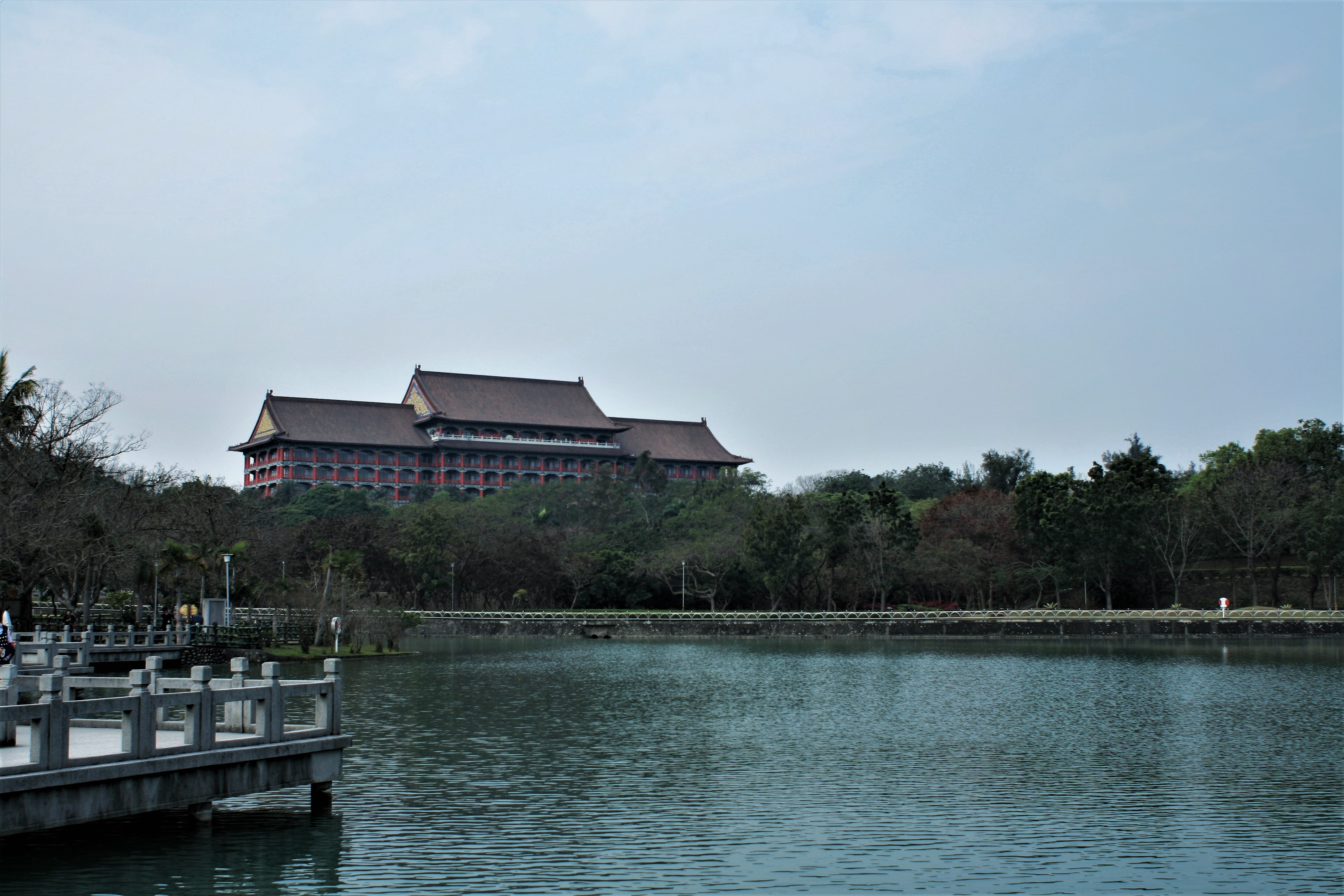
Blick auf den Chengcing-See, links die Insel, im Hintergrund das Aquarium

Der Chengcing-See (auch Cheng-Ching-See, chinesisch 澄清湖, Pinyin Chéngqīnghú, Pe̍h-ōe-jī Têng-chheng-ô͘, oder taiwanisch 大埤湖 Toā-pi-ô͘) ist ein Stausee und Ausflugsort im Bezirk Niaosong der Stadt Kaohsiung im Süden von Taiwan. Mit 1,03 Quadratkilometern Fläche und 3,37 Millionen m³ Speicherraum ist er der größte See der Kernstadt und spielt eine wichtige Rolle bei der Wasserversorgung.

## Geschichte
Das heutige Gewässer geht auf das Cao-Gong-Bewässerungssystem aus dem 18. Jahrhundert zurück, das zur Bewässerung der umliegenden Felder eingesetzt wurde. Im Jahr 1940 wandelten die japanischen Kolonialherren die Bewässerungsanlagen in einen größeren Stausee um, um den steigenden Wasserbedarf Kaohsiungs nach der Industrialisierung und nach dem Beginn des Zweiten Weltkriegs zu decken. Der neu angelegte See wurde Toā-pi-ô͘ genannt, in Anlehnung an einen kleineren See namens Sio-pi-ô͘, der in dem neuen Gewässer aufgegangen war. Nach dem Krieg wurde der See ein beliebter Aufenthaltsort des Präsidenten Chiang Kai-shek, der hier für sich ein Landhaus errichten ließ und dem See im Jahr 1963 seinen heutigen Namen gab. Zudem ließ Chiang am Seeufer eine Kaserne mit Kommando-Bunker und unterirdischen Gängen für den Fall eines Luft- oder Atomangriffs anlegen. Im Jahr 1987 schloss der Chengcing-See eine Partnerschaft mit dem Tazawa-See in der japanischen Präfektur Akita. Bei den World Games 2009 in Kaohsiung war das Parkgelände Austragungsort der Wettkämpfe im Bogenschießen und Orientierungslauf.

## Landschaft und Sehenswürdigkeiten

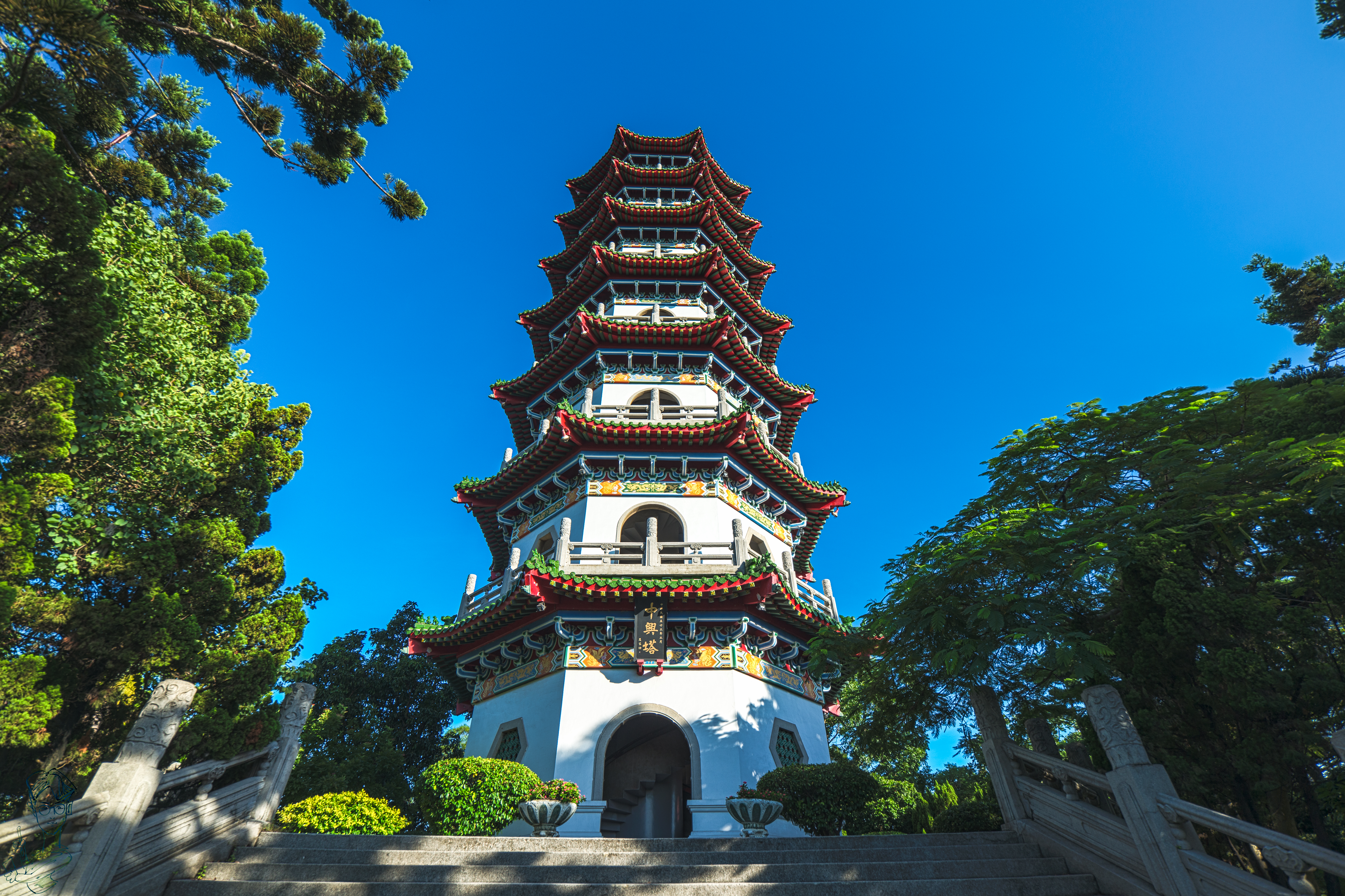
Die Jhong-Sing-Pagode

Der Chengcing-See ist ein beliebtes Naherholungs- und Reiseziel im Raum Kaohsiung. Der größte Teil des Seeufers ist als Park der Öffentlichkeit zugänglich. Rund um den See führen Wanderwege mit Rastplätzen und Aussichtspunkten. Die ehemals militärisch genutzten Gebäude beherbergen heute ein Aquarium und ein Kuriositäten-Museum. Auch das ehemalige Landhaus Chiang Kai-sheks kann heute besichtigt werden. An einzelnen Stellen des Parks gibt es Raum für Aktivitäten wie Grillen, Zelten und Rudern. Am östlichen Ufer liegt ein im Stil der Qing-Dynastie gehaltenes, zum Teil in die Seefläche hineingebautes Restaurant. Weitere Attraktionen des Sees sind die Neunkurvige Brücke, die Fuguo-Insel und die Jhongsing-Pagode, mit 43 m das höchste Gebäude des Parks, von der sich ein guter Ausblick auf den See und die Umgebung bietet.
In unmittelbarer Nähe des Sees befinden sich das Kaohsiung Grand Hotel, das Chengcing-See-Baseballstadion und das Chang-Gung-Krankenhaus.